# Hákarl

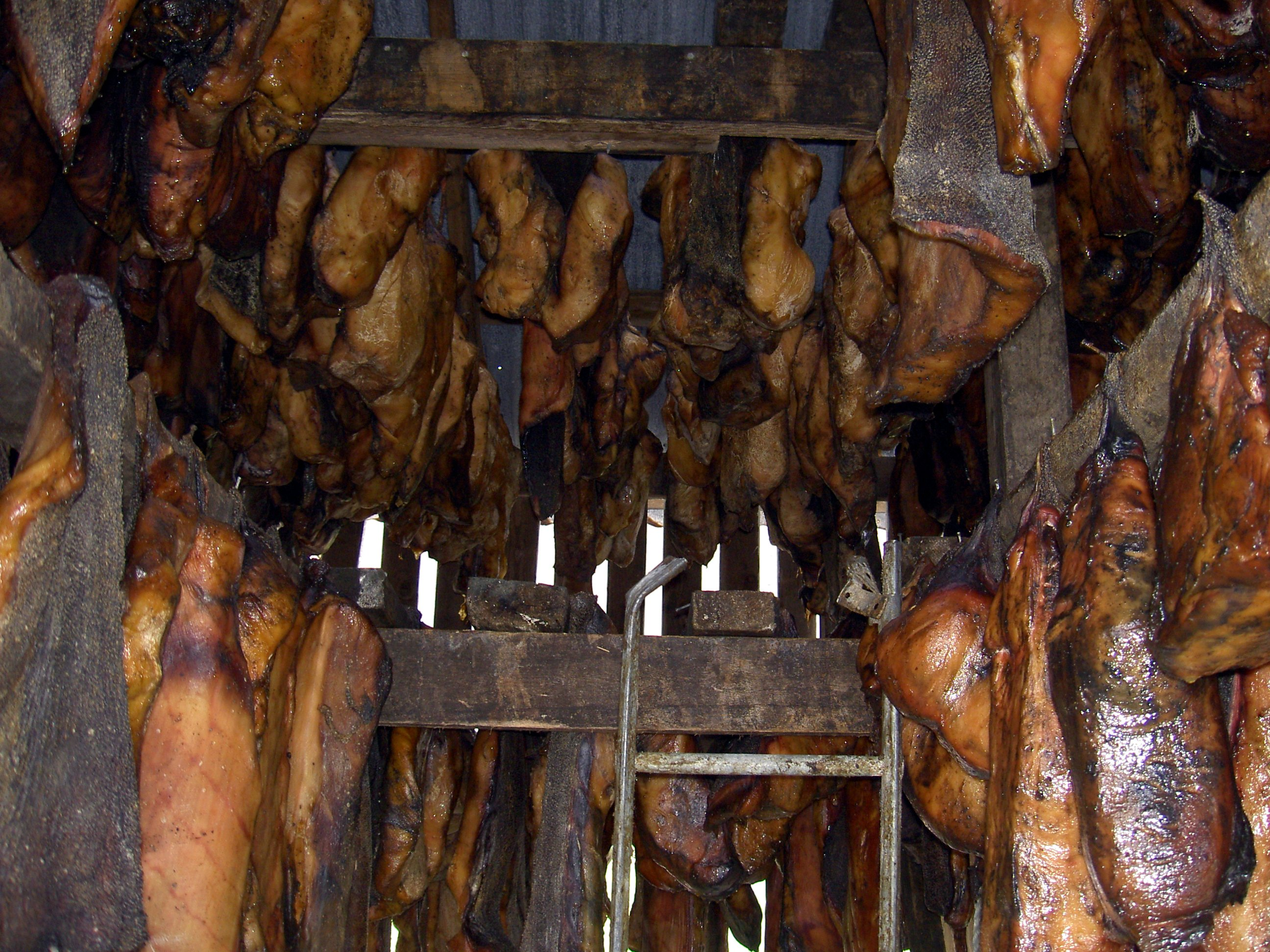
Hákarl suspendu pour séchage, en Islande.

Le hákarl (en islandais, « requin ») est une spécialité culinaire islandaise à base de laimargue.

## Préparation
Le hákarl, spécialité culinaire islandaise, est du requin du Groenland faisandé.
Comme ce requin n'urine pas, sa chair fraîche est saturée d'acide urique ainsi que d'oxyde de triméthylamine (TMAO), une neurotoxine dont les effets sont proches de ceux de l'ivresse et qui est toxique. Elle peut toutefois être consommée après une longue préparation. Celle-ci consiste à enfouir la chair dans le sol pendant environ six à douze semaines, selon la saison, puis à la faire sécher dans un séchoir pour quelques mois. Ce procédé permet de diminuer la concentration en acide urique de la chair,.

## Dégustation
Le hákarl est surtout servi au banquet de Þorrablót, la fête du milieu de l'hiver en Islande.
Il est généralement consommé nature, en petits cubes, à l'apéritif, et peut être accompagné de brennivín pour faire passer son goût particulier. Ce mets fermenté conservant une forte odeur d'ammoniac, le non-initié le déguste souvent en se pinçant le nez.
À Bjarnarhöfn, dans la péninsule de Snæfellsnes, un musée est consacré au hákarl et à la pêche au requin.

## Représentation dans la culture populaire
Cette spécialité islandaise a été le sujet d'un épisode du webcomic humoristique Scandinavia and the World.
Dans la série La Jeunesse de Thorgal, tomes 6 et 7, le hákarl est à la base d'un subterfuge utilisé par Aaricia, qui profite de son odeur pour couvrir sa fuite.